# Odontodactylus scyllarus
Odontodactylus scyllarus là một loài tôm tít bản địa Ấn Độ Dương-Thái Bình Dương, từ Guam đến Đông Phi.

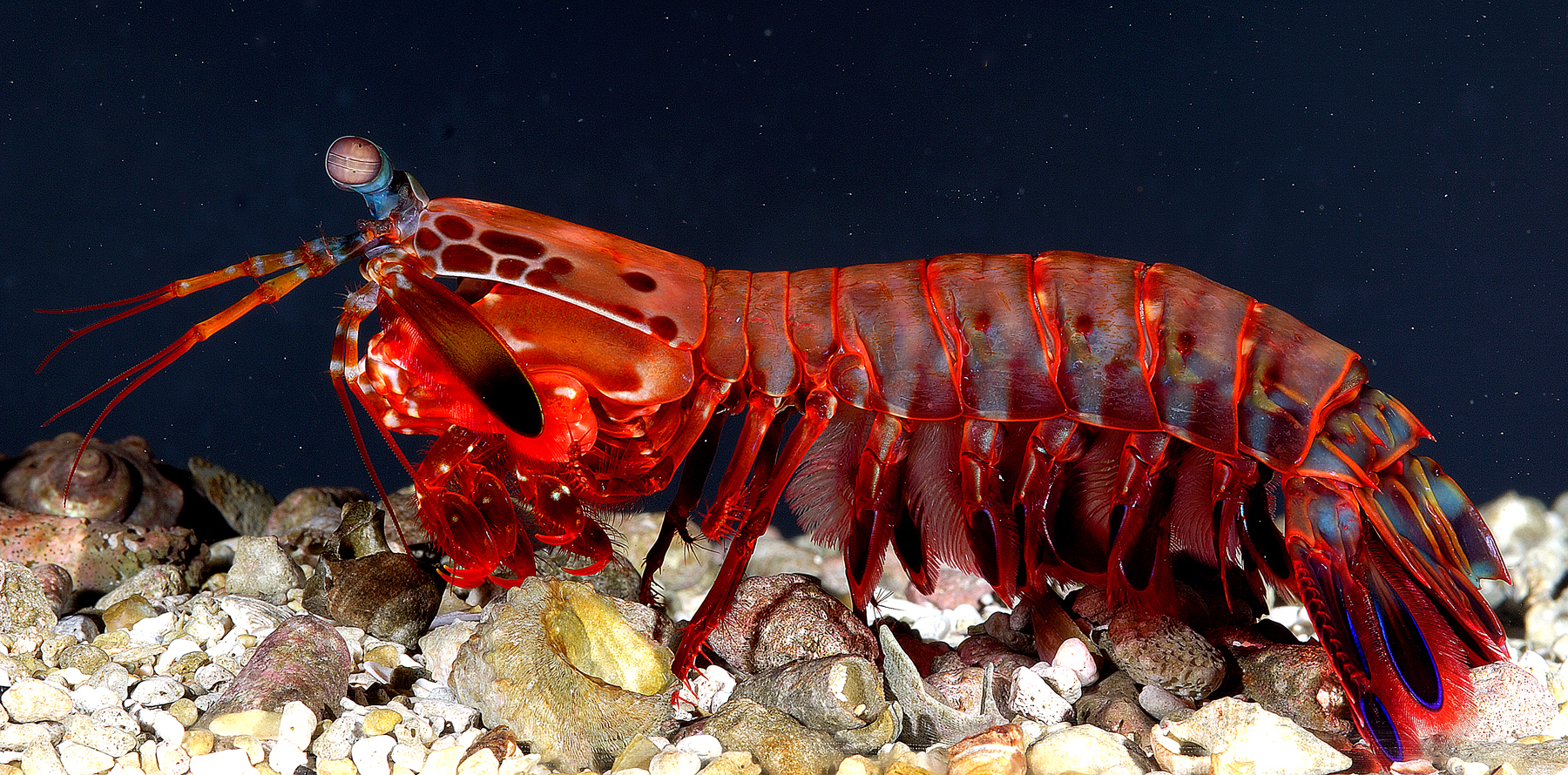
Con Odontodactylus scyllarus cái

O. scyllarus là một trong các loài tôm tít lớn hơn, màu sắc sặc sỡ hơn thường thấy, dài từ 3 đến 18 xentimét (1,2 đến 7,1 in). Chúng chủ yếu có màu xanh lá cây, với chân màu cam và các đốm giống con báo ở giáp trước.
Khả năng nhìn thấy ánh sáng phân cực tròn của chúng đã dẫn đến việc người ta nghiên cứu để xác định nếu các cơ chế mà mắt của chúng hoạt động có thể được nhân rộng để sử dụng trong đọc đĩa CD và các thiết bị quang học tương tự như lưu trữ thông tin.
Chúng là loài đào hang xây dựng các lỗ hình chữ U trong chất nền mềm ở gần rạn san hô trong nước có độ sâu khác nhau, từ 3 đến 40 mét (9,8 đến 131,2 ft).

## Hình ảnh

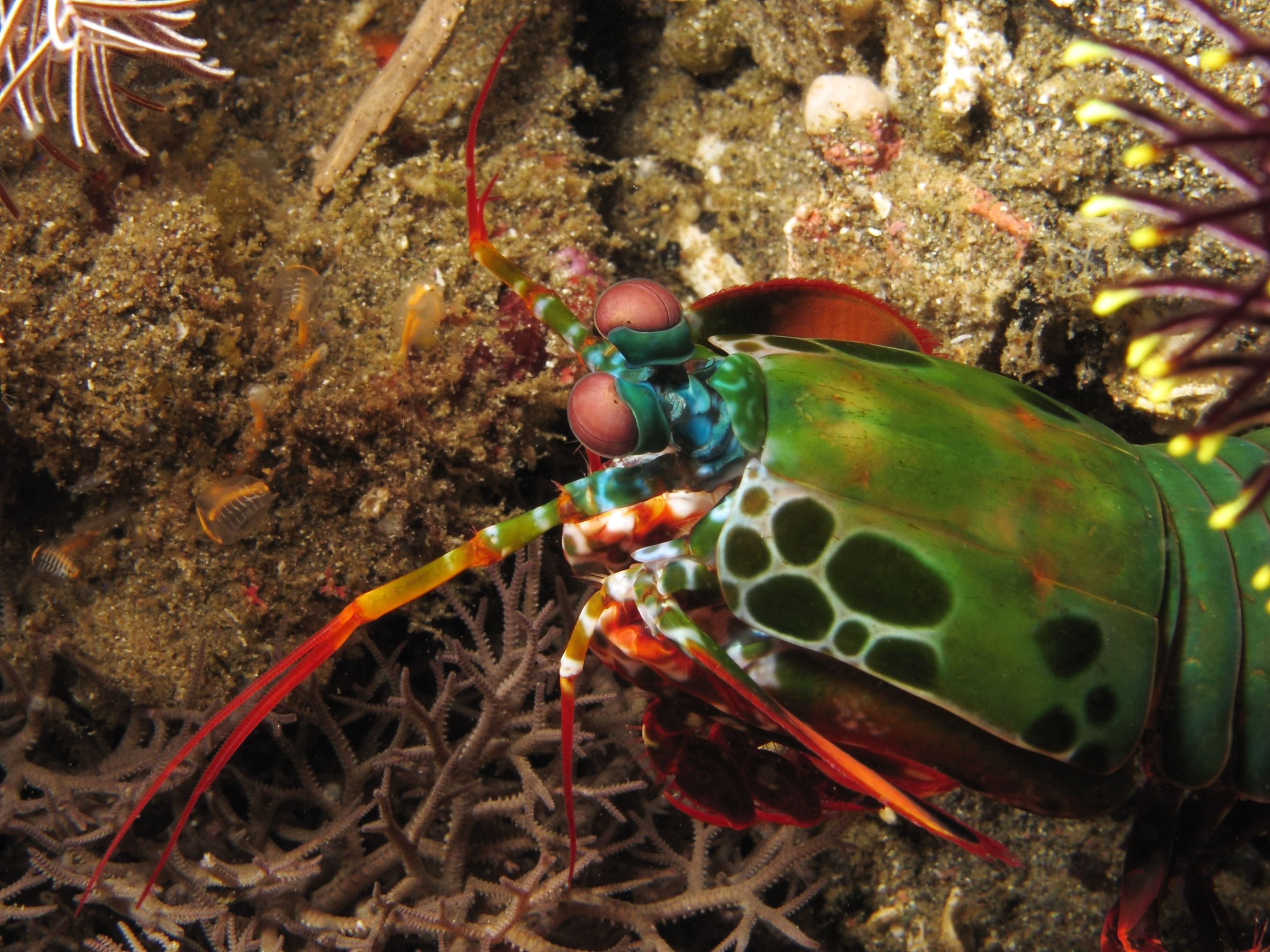
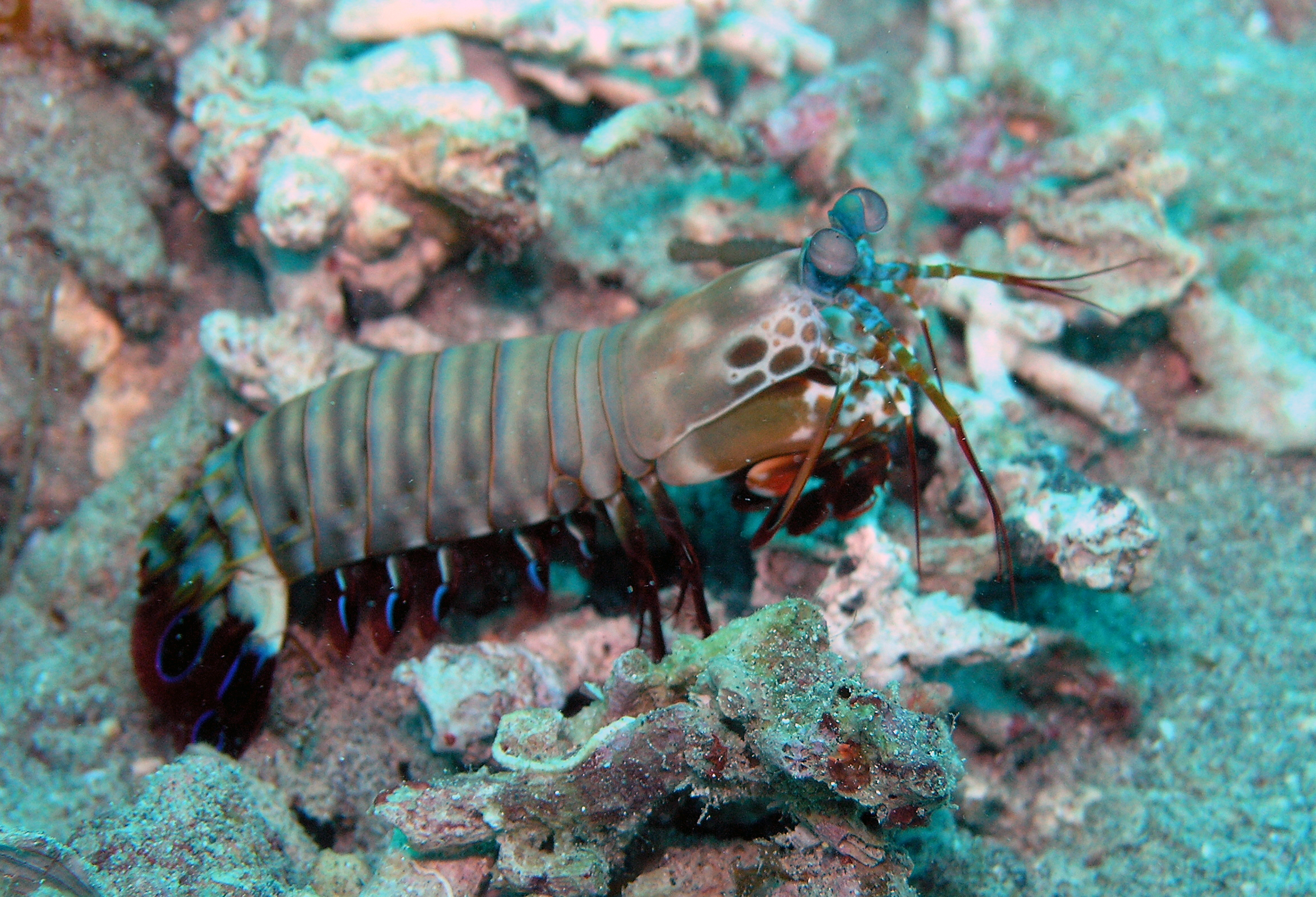
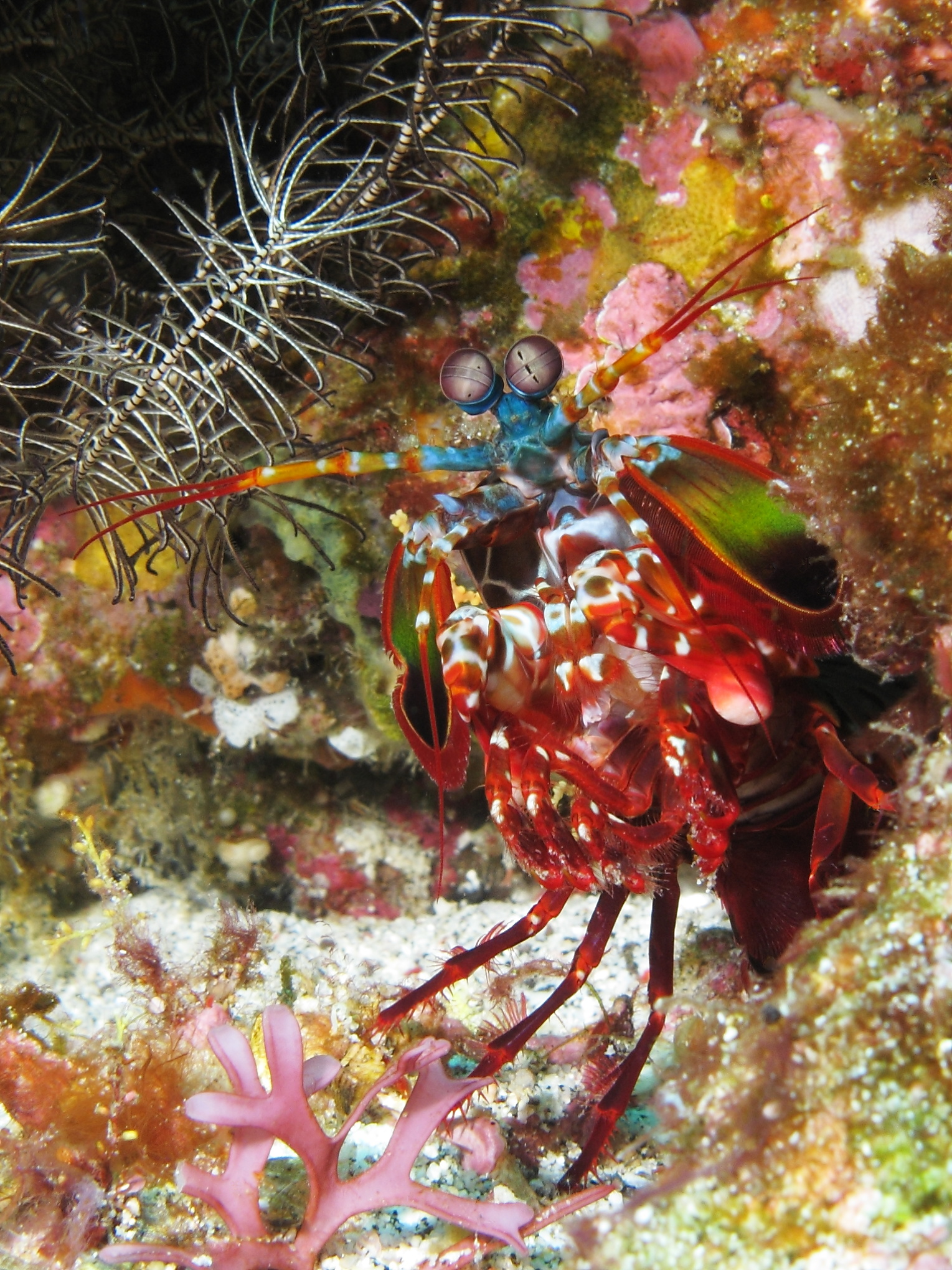
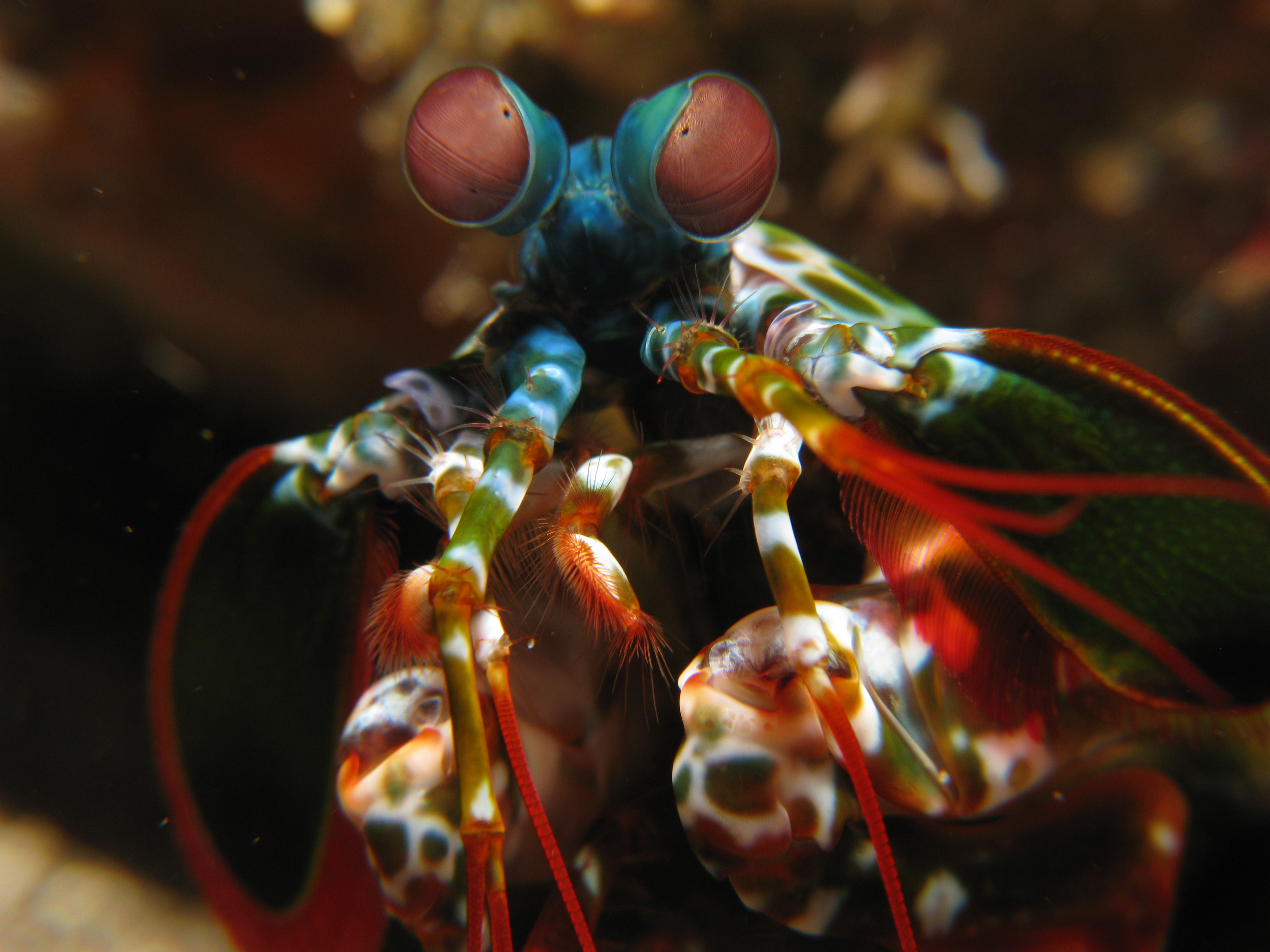